# Ivan Petrovich Larionov
Ivan Petrovich Larionov (tiếng-Nga: Иван Петрович Ларионов; 23 tháng 1 năm 1830, Perm — 22 tháng 4 năm 1889, Saratov) là một nhà soạn nhạc, nhà văn, nhà nghiên cứu văn học dân gian người Nga. Vào năm 1860 ông đã viết bài-hát "Kalinka", bài hát thường được nhiều người cho là dân ca Nga.

## Tiểu sử
Ivan Larionov sinh ra trong một gia đình quý tộc ở Perm vào ngày 23 tháng 1 năm 1830. Ông học nhạc ở Moskva. Được nuôi dạy trong trường võ bị thứ nhất, ông đã tham-gia vào đội-hợp-xướng học-sinh. Nhờ giọng hát hay, ông đã trở thành chỉ huy của đội hợp xướng này. Sau đó ông làm sĩ quan trong trung đoàn bộ binh. Trong thời gian này, ông đã viết một số bài tình ca.